# Makes No Difference
Singles de Sum 41
Fat Lip
(2001)
Makes no difference est le premier single du groupe punk-rock canadien Sum 41. Il est sorti en 2000 sous forme de CD et de cassette. Une nouvelle version de la chanson a été enregistrée en 2008, qui est apparu sur la compilation 8 Years of Blood, Sake, and Tears: The Best of Sum 41. 
Notons l'utilisation du single dans le jeu sur Nintendo DS, Elite Beat Agents.